# Arquidiocese de Corrientes
A Arquidiocese de Corrientes (Archidiœcesis Corrientensis) é uma circunscrição eclesiástica da Igreja Católica situada em Corrientes, Argentina. Seu atual arcebispo é Andrés Stanovnik, O.F.M.Cap. Sua Sé é a Catedral Nuestra Señora del Rosario.
Possui 50 paróquias servidas por 89 padres, contando com 1197553 habitantes, com 80,71% da população jurisdicionada batizada.

## História
A diocese de Corrientes foi erigida em 21 de janeiro de 1910 com decreto da Sagrada Congregação Consistorial e sancionada com a bula de 3 de fevereiro sucessivo, recebendo o território da diocese de Paraná (hoje arquidiocese). Originalmente era sufragânea da arquidiocese de Buenos Aires.
Em 20 de abril de 1934 passou a fazer parte da província eclesiástica da Arquidiocese de Paraná.
Em 11 de fevereiro de 1957 cede uma parte do seu território em vantagem da ereção da diocese de Posadas.
Em 10 de abril de 1961 cedeu uma outra parte de território para a criação da diocese de Goya e também foi elevada ao posto de arquidiocese metropolitana com a bula Nobilis Argentina Respublica do Papa João XXIII.
Em 3 de julho de 1979 cedeu uma parte de território em vantagem da ereção da diocese de Santo Tomé.

## Prelados
|                     | Nome                          | Período    | Notas                         |
| Arcebispos          | Arcebispos                    | Arcebispos | Arcebispos                    |
| ------------------- | ----------------------------- | ---------- | ----------------------------- |
| 6º                  | José Adolfo Larregain, O.F.M. | 2025-      | Atual                         |
| 5º                  | Andrés Stanovnik, O.F.M.Cap.  | 2007-2025  | Arcebispo emérito             |
| 4º                  | Domingo Salvador Castagna     | 1994-2007  | Arcebispo emérito             |
| 3º                  | Fortunato Antonio Rossi †     | 1983-1994  |                               |
| 2º                  | Jorge Manuel López †          | 1972-1983  | Nomeado Arcebispo de Rosário  |
| 1º                  | Francisco Vicentín †          | 1961-1972  |                               |
| Arcebispo coadjutor |                               |            |                               |
|                     | José Adolfo Larregain, O.F.M. | 2024-2025  |                               |
| Bispos-auxiliares   |                               |            |                               |
|                     | José Adolfo Larregain, O.F.M. | 2020-2024  | Elevado à Arcebispo coadjutor |
|                     | Pedro Dionisio Tibiletti      | 1929-1934  | Nomeado Bispo de San Luis     |
| Bispos              |                               |            |                               |
| 2º                  | Francisco Vicentín †          | 1934-1961  |                               |
| 1º                  | Luis María Niella †           | 1911-1933  |                               |